# 야후! 영화

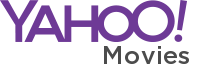

야후! 영화(Yahoo! Movies, 이전 이름: Upcoming Movies)는 야후! 네트워크에 의해 영화, 과거작/신작, 예고편, 클립, 박스오피스 정보, 쇼타임, 영화관 정보를 제공한다. 영화에는 레드카페트 사진, 배우 갤러리, 제작 스킬도 포함된다. 사용자는 비평가의 리뷰를 읽거나, 다른 사용자의 리뷰를 읽고 쓸 수 있으며 개인에게 맞는 영화 추천, 영화 티켓 온라인 구매, 다른 사용자의 좋아하는 영화 목록을 만들고 볼 수 있다.

## 주요 역사
- 1998년 5월 12일 - 야후!가 야후! 영화의 런칭을 발표하다.[1]
- 2005년 5월 25일 - 야후!가 개인화된 영화 추천을 출시하다.[2]